# Гондісвіль
Гондісвіль (нім. Gondiswil) — громада  в Швейцарії в кантоні Берн, адміністративний округ Верхнє Ааргау.

## Географія
Громада розташована на відстані близько 40 км на північний схід від Берна.
Гондісвіль має площу 9,4 км², з яких на 5,9% дозволяється будівництво (житлове та будівництво доріг), 69,4% використовуються в сільськогосподарських цілях, 24,3% зайнято лісами, 0,4% не є продуктивними (річки, льодовики або гори).

## Демографія
2019 року в громаді мешкало 728 осіб (+2,5% порівняно з 2010 роком), іноземців було 2,9%. Густота населення становила 77 осіб/км².
За віковим діапазоном населення розподілялося таким чином: 22% — особи молодші 20 років, 56,3% — особи у віці 20—64 років, 21,7% — особи у віці 65 років та старші. Було 314 помешкань (у середньому 2,3 особи в помешканні).
Із загальної кількості 246 працюючих 125 було зайнятих в первинному секторі, 64 — в обробній промисловості, 57 — в галузі послуг.